# Томский приборный завод
Томский приборный завод — советское и российское промышленное предприятие в Томске. Адрес: Улица Высоцкого, дом 28, строение 3.

## История
Завод был создан по постановлению Совета министров СССР от 18 марта 1959 года. Дата начала строительства производственных площадей — 13 апреля 1959 года. Новое предприятие возглавил Г. П. Киселёв.
Первая продукция выпущена 20 января 1963 года.
8 июня 1978 года завод был награждёнорденом Трудового Красного Знамени.
В 1990-е годы за счёт собственных средств завод принял участие в более 30 конверсионных программах, освоил выпуск около 50 новых наименований продукции гражданского назначения.
29 октября 1997 года преобразован в акционерное общество открытого типа.
В 2007 году Томский приборный завод как юридическое лицо прекратил своё существование. Занимающее часть его бывших площадей закрытое акционерное общество с тем же названием его официальным правопреемником не является. Помимо этого, на бывшей заводской территории располагаются бизнес-инкубатор и другие организации.
В 2014 году высказывалась идея возобновить на базе Томского приборного завода выпуск продукции признанного банкротом Томского завода измерительной аппаратуры.

### Хронология ведомственного подчинения
- С 18 марта 1959 года до 26 декабря 1962 года — Томский совнархоз;
- С 26 декабря 1962 года до 1 марта 1965 года — Западно-Сибирский совнархоз;
- С 1 марта 1965 года до ? — Министерство общего машиностроения СССР;
- С 23 октября 1993 года до 14 августа 1996 года — Государственный комитет Российской Федерации по оборонным отраслям промышленности;
- С 14 августа 1996 года до 17 марта 1997 года — Министерство оборонной промышленности Российской Федерации;
- С 17 марта 1997 года до 29 октября 1997 года — Министерство экономики Российской Федерации;
- С 18 мая 2000 года до ? — Министерство промышленности, науки и технологий Российской Федерации[2].

## Продукция
На заводе производили элементы ракетной техники, в том числе: гироскопические системы для тактических и стратегических ракет морского и наземного базирования, воздушно-космических летательных аппаратов (в том числе «Бурана»), а также: контрольно-измерительную аппаратуру, горно-шахтное оборудование и медицинские изделия.